# Joseph-Alexis Robert de Lézardière
Pour les articles homonymes, voir Lézardière.
Pour les autres membres de la famille, voir Famille Robert de Lézardière.
Joseph-Alexis Robert, baron de Lézardière, né le 20 août 1765 à Challans et décédé le 11 avril 1858 à Nantes, est un militaire et un homme politique français.

## Biographie
Joseph-Alexis Robert de Lézardière est le fils de Louis-Jacques-Gilbert Robert de Lézardière, baron du Poiroux, seigneur de La Salle, de La Proustière et de la Vérie, capitaine au régiment du Dauphin cavalerie et syndic de la noblesse du Poitou, qui héberge l'abbé Edgeworth durant la Révolution, et de Charlotte Babaud de la Chaussade. Par sa mère, il est le petit-fils de Jean Babaud, le petit-neveu de Pierre Babaud de la Chaussade et de Paul Boësnier de l'Orme, le neveu de la marquise de Cassini. Il est enfin le frère de Pauline de Lézardière, du marquis Jacques Paul Toussaint Robert de Lézardière, du vicomte Charles de La Lézardière et du bienheureux Jacques-Augustin Robert de Lézardière.
Lézardière est officier sous l'Ancien Régime et occupe le grade de capitaine auprès du régiment des chasseurs de Flandre. Il émigre au moment de la Révolution française et sert dans l'Armée des princes.
Durant sa période d'émigration, en 1798, il épouse Jeanne Thérèse Thym à Amsterdam. Rentré en France et veuf, il épouse en secondes noces à Nantes en 1804 Marie-Anne Rousseau de La Mesnardière, fille de François Gaspard Daniel René Rousseau, seigneur de La Mesnardière, et de Marie de Bernabé de La Boulaye. Il a trois enfants de sa seconde épouse.
À la Seconde Restauration, le baron de Lézardière, après avoir servi dans les volontaires royalistes du comte de Suzannet en 1815, se fait élire député ultra-royaliste de la Vendée le 22 août 1815, par 92 voix sur 143.
Il ne se fait pas remarquer au cours de la courte législature de cette Chambre introuvable que Louis XVIII dissout le 5 septembre 1816.
Non-réélu pour un nouveau mandat, il se retire de la vie politique et meurt très âgé sous le Second Empire. Il était chevalier de l'ordre de Saint-Louis.